# 三门源叶氏民居
三门源叶氏民居位于浙江省衢州市龙游县石佛乡三门源村，建于清道光二十六年（1846年）。建筑依虎山而建，前临溪水，坐东朝西。1997年8月29日列入浙江省文物保护单位，2013年5月列入第七批全国重点文物保护单位。

## 保存现状
原有建筑五座，总体呈“一”字形排列，但历经战乱，最北侧两座建筑已毁，现仅存“芝兰入室”、“荆花永茂”、“环堵生春”三座主体建筑及庭院、花园、池塘等，占地面积达4500平方米。“芝兰入座”有三进二明堂，其他两组规模较小、用材考究。

## 建筑特色
叶氏民居的门楼砖雕工艺精湛、内容丰富，尤以戏曲题材最为瞩目。23块婺剧戏曲砖雕十分珍贵，是我国古代地方戏曲保存完好的“化石”。“芝兰入座”共雕刻有9幅戏曲砖雕，“荆花永茂”和“环堵生春”各雕刻了7幅戏曲砖雕，横排于门楼的阑额望柱之间。